# Anton Andrejewitsch Buchanko
Anton Andrejewitsch Buchanko (russisch Антон Андреевич Буханко; * 1. Juli 1986 in der Russischen SFSR) ist ein russischer Eishockeyspieler, der seit Mai 2013 beim HK Witjas in der Kontinentalen Hockey-Liga unter Vertrag steht und seit 2017 beim HK Dynamo Sankt Petersburg in der  Wysschaja Hockey-Liga zum Einsatz kommt.

## Karriere
Anton Buchanko begann seine Karriere als Eishockeyspieler in der Jugend des HK Metallurg Magnitogorsk, für dessen zweite Mannschaft er von 2002 bis 2004 in der drittklassigen Perwaja Liga aktiv war. Anschließend verbrachte er zwei Jahre in der zweitklassigen Wysschaja Liga bei Gasowik Tjumen, ehe der Verteidiger zur Saison 2006/07 zu dessen Ligarivalen Awtomobilist Jekaterinburg wechselte. Diese wiederum beendete er in der Superliga beim HK MWD Twer. Von 2007 bis 2009 stand der Russe beim HK Belgorod in der Wysschaja Liga unter Vertrag, ehe er von seinem Ex-Klub aus Magnitogorsk aus der Kontinentalen Hockey-Liga verpflichtet wurde.
In der Saison 2010/11 wurde Buchanko nach einem KHL-Einsatz an Juschny Ural Orsk aus der Wysschaja Hockey-Liga ausgeliehen. Ab der Saison 2011/12 spielte er fest für Juschny Ural Orsk in der Wysschaja Hockey-Liga.
Seit Mai 2013 stecht Buchanko beim HK Witjas unter Vertrag steht und kommt seit 2017 ausschließlich beim HK Dynamo Sankt Petersburg in der Wysschaja Hockey-Liga zum Einsatz.

## KHL-Statistik
(Stand: Ende der Saison 2010/11)